# 3. Sinfonie (Raff)
Die 3. Sinfonie in F-Dur op. 153, die den Beinamen „Im Walde“ trägt, wurde vom Komponisten Joachim Raff im Jahre 1869 in Wiesbaden entworfen, war aber Anfang 1870 und nach der Uraufführung am Ostersonntag, 17. April 1870 in Weimar noch mehrfachen Umänderungen unterworfen.

## Besetzung
Streichorchester, Piccoloflöte, zwei Flöten, zwei Oboen, zwei Klarinetten, zwei Fagotte, vier Hörner, zwei Trompeten, drei Posaunen, drei Pauken und eine Triangel.

## Struktur
Die Sinfonie besteht aus vier Sätzen, die Raff in drei Abteilungen gegliedert hat. Die einzelnen Abteilungen sind mit den folgenden programmatischen Erläuterungen versehen.
1. Abteilung: Allegro – Am Tage. Eindrücke und Empfindungen.
2. Abteilung: In der Dämmerung.
Teil A (2. Satz): Träumerei, Largo
Teil B (3. Satz): Tanz der Dryaden, Allegro assai.
3. Abteilung: Allegro – Nachts. Stilles Weben der Nacht im Walde. Einzug und Auszug der wilden Jagd mit Frau Holle und Wotan. Anbruch des Tages.

Für seine Waldsinfonie wählte Raff die Tonart F-Dur; und das Werk steht der Beschreibung „Mehr Ausdruck als Malerei“ von Beethovens Pastorale sehr nahe. Raff hatte bei Franz Liszt vor allem die Instrumentation gelernt. Von diesem Können legt der Komponist in seiner 3. Sinfonie ein beachtliches Zeugnis ab.

### 1. Satz
Der erste Satz entspricht in seiner hellen und heiteren Atmosphäre ganz den sich beim Hörer einstellenden Assoziationen zum Begriff des Waldes. Noch bewegt sich Raff im taghellen Wald, umgeben vom Rauschen der Blätter und dem Flattern der Vögel.

### 2. Satz
In dem langsamen Satz der 3. Sinfonie, der in As-Dur steht, wird gleich zu Beginn eine ganz andere Stimmung erzeugt, die etwa das Herannahen der Dämmerung beschreibt. Die umrahmenden Teile des Satzes enthalten zärtliche Stimmungen der Streicher, Duette von Klarinette und Horn oder das liebliche Umspielen des Hauptthemas durch die Flöte. Die Szene der Dämmerung (plötzlicher Tonartwechsel nach E-Dur) in der Mitte des Satzes wird vornehmlich durch das Flirren der Streicher im Dialog mit den Holzbläsern repräsentiert. Silbrige Flötenklänge leiten zum Reprisenabschnitt des Satzes über und begleiten weiterhin das Hauptthema, das nun inbrünstig in den Celli erklingt. Friedvoll und traumverhangen endet der Satz.

### 3. Satz
Der 3. Satz in d-Moll entspricht ganz dem Sujet eines Scherzos, auch wenn der Satz offiziell nicht so überschrieben ist. Kaum zu leugnen sind die Anklänge an Mendelssohns Musik. Das Treiben der Kobolde im Wald geht unmittelbar in ein kleines Trio in A-Dur über – kaum vorüber, erfolgt Wiederholung des d-Moll-Teils, sich am Ende in eine wunderschöne D-Dur-Melodie wandelnd, immerfort unter der Begleitung zart getupfter Flötenakkorde.

### 4. Satz
Die Kobolde weichen der hereinbrechenden Nacht (Einleitung); und eine wilde Jagd beginnt. Grelle Orchesterfarben und ganz neue Instrumentationseffekte verleihen diesem Satz das Gepräge, etwa gellende Triller und Schreie der Holzbläser, grimmige Posaunenakkorde und stampfende Marschrhythmen. Gegen Ende dieses umfangreichsten Satzes kehrt das Licht in einer choralartigen Coda zurück. Der Wald erlebt einen neuen Tagesanbruch.
Eine stilistische Nähe zum dritten Satz aus Tschaikowskis 6. Sinfonie 'Pathetique', der stellenweise fast identische, windartige Motive in den Streichern und Holzbläsern und ebenso  donnernde Blechbläser aufweist, ist unbestreitbar. Dass Tschaikowski dieses Werk kannte und sich von ihm inspirieren ließ, liegt nahe, hatte er doch schon in seiner 5. Sinfonie mit ihrem berühmten Hornsolo auf eine Melodie Raffs zurückgegriffen.

## Das Programm des Komponisten
Raff hat für diese Sinfonie ein vollständiges Programm entworfen, welches an dieser Stelle wiedergegeben sei:

### 1. Abteilung: Am Tage. Eindrücke und Empfindungen
Den Wanderer lockt es wie mit fernem leisen Grüßen zum Walde, dem er auf bekanntem Pfade zuschreitet. Bald tritt er in den smaragdenen Dom, den die ragenden Wipfel über ihm wölben; ihn befällt jener leise Schauer, welchen man beim Eintritt in unsere gotischen Tempel empfindet, deren Pfeilerbündel uns an die Gruppen schlanker Stämme gemahnen, unter denen wir im Walde dahinschreiten. Da raschelt’s im Laube, es ist das erschreckte Wild, das den Tritt des Jägers zu vernehmen glaubt. Der Wanderer schreitet ruhig weiter und gibt sich seinen Empfindungen hin; auf seine Lippen tritt eine einfache Weise, die nicht ohne jeden Zug von Melancholie ist, welche ihren Grund im Bewusstsein des Bruches zwischen Menschheit und Natur hat. Aber ist es nicht, als ob der singende Wanderer die Stimmen des Waldes erweckte? Ist es nicht, als ob die Wipfel und die Vögel, die in denselben sich wiegen, in sein Lied mit einstimmten, ja als ob die Natur selbst dem Sänger mit einem Gegengesang antwortete, der, verstummend, ein langes Echo erweckt, welches dem Dahinschreitenden wie ein Nachruf folgt.
Weiter geht’s waldeinwärts. Da klettert das Eichhorn, dort hackt der Specht.
a) Der Weg wird beschwerlicher, der Wald dichter; jetzt geht es aufwärts über einen Weg, der durch bloßliegende Baumwurzeln fast ungangbar gemacht wird; nun noch eine Strecke Durcharbeitens durch Dickicht, da langt der Wanderer oben in einem prachtvollen Schlage von hohen kräftigen Stämmen an. Es weitet sich wieder die Brust und die ersten frohen Stimmungen kehren zurück.
Oder
b) Mannigfache Laute der hier hausenden Tierwelt schlagen an das Ohr des Wanderers, der auf wenig begangenem und beschwerlichen Pfade einen dichtbewachsenen Bezirk durchstreift, bis er endlich in einen lichten Teil des Waldes gelangt, wo sich die Brust wieder weitet und die früheren Stimmungen zurückkehren.
Inzwischen kommt der Wanderer an eine andere Stelle des Waldes. Da … horch! Das ist fliehendes Wild, das ist wahrhaftig der Tritt der Jäger. Von da sieht man deutlich die Flucht der verfolgten Tiere … jetzt knallen die Schüsse …
endlich ist die Blutarbeit getan, die Jäger eilen herbei, man hört ihre lustigen Fanfaren …
Der Wanderer wendet sich ab von diesem Bilde; sein Blick fällt auf eine andere Seite des Waldes, dessen hohe Kronen friedlich auf das Treiben der Menschen herabschauen. Hier vernimmt der Wanderer nochmals jene Antistrophe mit ihrem langen Nachhall an dessen Schlusse die Dissonanz in einem mächtig anschwellenden Akkorde untergeht.

### 2. Abteilung: In der Dämmerung
a) Träumerei
Der Wanderer ruht von seinem Gange aus. In der geheimnisvollen Stille, die ihn umgibt, nahen ihm holde Erinnerungen. Er glaubt die Stimme der Geliebten zu hören, und sein Herz antwortet dieser Stimme. Aber den Seufzern seiner Sehnsucht erwidert teilnehmend, beschwichtigend die Stimme der Natur. Das Herz wird ruhiger, der Schlummer naht den müden Sinnen. Unmerklich verirren sich die Gedanken: der Traum beginnt. In diesem aber zeigt sich der entfesselten Phantasie ein unheimlicher, schrecklicher Gegenstand. Der angstgequälte Wanderer erwacht plötzlich … Der Traum hat ihn glücklicherweise getäuscht … es ist nichts in seiner Nähe, was ihn beunruhigen könnte; nur das leise Flüstern der vom Abendhauch bewegten Wipfel ist zu hören. Der Wanderer atmet leise auf. Die Beklommenheit weicht vom Herzen, dessen Stimme sich wieder vernehmen lässt. Stiller wird’s nun in der Natur, auch die Wipfel schweigen. Mit den letzten Gedanken bei der fernen Geliebten, ein Gebet für sie auf den Lippen, entschlummert der Wanderer.
b) Tanz der Dryaden
Im Zwielicht huschen jene zarten Wesen, womit die Phantasie den Wald bevölkert, hervor und umgaukeln den Schläfer. Jetzt umschwebt ihn eine einzelne, dann mehrere, dann ein ganzer Chor. Jetzt wiegen sie sich hoch in den Wipfeln, aus denen ihr Gesang herniederklingt, dann beginnen sie abermals den Reigen und necken den schlummernden Wanderer, dessen Geheimnis sie erlauscht haben, worauf sie verschwinden.

### 3. Abteilung: Nachts
Hat der Tondichter bis hierher den Wald immer noch in Beziehung zum Menschen dargestellt, so lässt er ihn nunmehr als etwas elementarisch Selbstständiges erscheinen und symbolisiert ihn durch eine Melodie, die wir „Waldweise“ nennen wollen. – Das stille Weben der Nacht im Walde beginnt, allein wird es bald unterbrochen durch die mahnenden Hornrufe des treuen Eckart, der das Nahen der wilden Jagd ankündet, die denn auch alsbald ihren Einzug hält. Pferdegetrappel, Peitschenknall, Rüdengebell, wilder Gesang, Geschrei, Flüche, Hohngelächter, dröhnende Signale bezeichnen den Zug der Jagd. Unter den unheimlichen Klängen eines Gespensterreigens erscheint das Geleite der Frau Holle; dann naht diese selbst. Wehklagend verwünscht das unselig wonnige Weib ihr Los, welches sie verdammt, an Wotans Seite ewig dem nächtlichen Zuge zu folgen. Wotan selbst, der Ahasver des Waldes, schließt sich erst dieser Klänge an, dann aber erhebt er sich grollend und zieht in finsterer Majestät dem Gefolge vorauf, welches mit wildem Jubel den gefallenen Gott begleitet. So ziehen sie waldeinwärts. Das Getöse verhallt allmählich.
Einen Augenblick scheint die Natur aufzuatmen von den rings verbreiteten Schrecken. Allein nun hört man geraume Zeit das unheimliche Treiben der Jagd aus der Ferne. Schon glaubt man, dass sie den Wald gänzlich verlassen habe, als sie zurückkehrt, aber gleichsam in überstürzter Hast, vom Grauen des jungen Tages zur Eile angespornt. Endlich hat der Gespensterzug den Wald verlassen. Da erhebt sich mild und warm die Stimme der wieder beruhigten Natur, die Waldweise. Der Morgenwind und die Vögel erwachen und stimmen mit ein. Mächtiger stets rauscht die Weise durch die bewegten Wipfel. Auch der erwachte Wanderer erhebt seine Stimme und schließt sich dem Hymnus der Natur an.

## Rezeption
Die Sinfonie wurde von den Zuhörern damals begeistert aufgenommen, verbreitete sich schnell nach England und Amerika und zählte Ende des  19. Jahrhunderts zu den meistgespielten Orchesterstücken der Welt, was sie vor allem ihrem dramatischen musikalischen Piktorialismus zu verdanken haben dürfte. Bei der Uraufführung am Ostersonntag, 17. April 1870 in Weimar soll ein „Wirbelsturm der Begeisterung durch das Haus gezogen“ und Raff „mit frenetischem Jubel“ durch das Publikum gefeiert worden sein. Hans von Bülow beschrieb den Erfolg der 3. Sinfonie als „kolossal“ und ein amerikanischer Musikkritiker bezeichnete Im Walde gar als „die beste Sinfonie der Neuzeit; eine der wenigen, die es wert sind, in Begleitung der Werke von Beethoven und Schumann in die Nachwelt einzugehen“.